# Нощна атака
Нощната атака (на румънски: Atacul de noapte) е битка между влашката войска под предводителството на княз Влад III, известен като Цепеш („набивач на кол“) и османската армия на султан Мехмед II, развила се близо до тогавашната столица на Влашко, Търговище през нощта на 17 юни 1462 г. Битката завършва с убедителна победа на Влад. Конфликтът се завързва, след като Влад отказва да отдаде почит на османските посланици и след бързо обтягане на отношенията между двете страни влашките войски нахлуват в България и нанизва на кол над 23 000 турци. Мехмед II събира огромна армия, за да завладее Влашко и да го включи в границите на своята империя. От няколкото сблъсъка на двете войски най-важен е т.нар. „Нощна атака“. Въпреки че битката нанася тежки загуби на турците, те продължават похода си към столицата Търговище, но под стените му намира над 20 000 пленници, нанизани на колове (т.нар. „Поле на нанизаните“), което напълно разбива бойния дух на османската армия и тя се изтегля бързо от Влашко.

## Предварителна ситуация
След падането на Константинопол през 1453 г., Мехмед II започва да планира нови походи. В Анадола гръцката Трапезундска империя, а на изток тюркмените Ак Коюнлу под предводителството на Узун Хасан и още няколко малки държави са заплаха за османлиите. На запад Скендербег в Албания се съпротивлява, а Босна понякога не иска да плаща данъци. Влашко все още контролира своята страна от Дунав и Мехмед иска да контролира цялата река, което ще му позволи да извършва нападения чак до Свещената Римска империя. На 26 септември 1459 г. папа Пий II призовава за нов кръстоносен поход срещу османлиите и на 14 януари 1460 г. на конгреса в Мантуа папата обявява официален тригодишен кръстоносен поход. Планът обаче пропада и единственият европейски владетел, надъхан за война срещу мюсюлманите, е Влад Цепеш, когото папата силно подценява. Поради липсата на ентусиазъм у европейските владетели, Мехмед решава да нападне. По-късно същата година той превзема последния свободен сръбски град, Смедерево, и през 1461 г. убеждава гръцкия деспот на Морея да предаде крепостите си и скоро след това столицата Мистра и Коринт падат под османско владичество.
Единственият съюзник на Влад Цепеш, Михай Силади, е пленен през 1460 г., докато пътува из България. Другарите на Силади са измъчвани до смърт, а самият той е разрязан наполовина с трион. По-късно същата година Мехмед праща посланици до Влад Цепеш, за да го накарат да плаща данък. Князът е провокиран от пратениците и ги убива, а в писмо с дата 10 септември 1460 г. напада сасите от Кронщат (дн. Брашов), защото подкрепят негов съперник за трона. Влад Цепеш спира да плаща данъка от 10 000 дуката през 1459 г. и отказва на Мехмед да му прати 500 момчета за еничари. Турците преминават Дунав и започват да събират армия, а Цепеш пленява турци и ги нанизва на колове. Конфликтът продължава до 1461 г., когато Мехмед предлага на княза да дойде с него в Истанбул за преговори.
В края на ноември 1461 г. Влад пише на султан Мехмед, че не може да си позволи да плати данъка, защото войната му със сасите в Трансилвания му е изчерпала ресурсите и той не може да си позволи да остави унгарския крал да я подчини. Обещава да му изпрати много злато и че ще дойде до Константинопол, ако султанът му прати паша да управлява Влашко в отсъствието му. По това време Мехмед обаче получава докладите на разузнаването си, които разкриват, че князът тайно е сключил съюз с унгарския крал Матяш Корвин. Изпраща бея на Никопол, Хамза паша, за да се срещне с Влад за преговори в Гюргево, но всъщност има заповед да го нападне и после да го доведе в Константинопол. Влад узнава за атаката и решава самият той да атакува. Хамза е съпровождан от хиляда конници и докато преминава през проход северно от Гюргево, Цепеш го атакува изненадващо. Власите обграждат турците и убиват всички с ръчни оръдия. Историците казват, че Влад Цепеш е един от първите европейски кръстоносци, използвали барута по „смъртоносно изобретателен начин“. В писмо до Корвин с дата от 2 февруари 1462 г. князът пише, че Хамза паша е пленен край бившата влашка крепост Гюргево. По-късно той се преоблича като турчин и се насочва към крепостта с конницата си, като заповядва на турски на пазачите да му отворят. Те отварят, но след това Влад напада и унищожава крепостта. След това почва поход и избива вражески войски и обикновени хора, които вероятно подкрепят турците, първо в южно Влашко, после той пресича замръзналия Дунав и нахлува в България. Там той разделя войската си на няколко по-малки групи и изминава над 800 км за две седмици, избивайки над 23 000 турци и българи. В писмо до Корвин от 11 февруари 1462 г. той казва:
| „ | Убих мъже и жени, млади и стари, които живяха в Облучица и Ново село, където Дунав се влива в морето, от Рахова, която се намира близо до Килия по долното течение до Дунава, чак до Сомовит и Гиген. Убихме общо 23 994 турци и българи без тези, чийто домове изгорихме и тези, чийто глави не бяха отсечени от моите войници... Тоест Ваше величество трябва да знае, че съм скъсал мира с него (султана). | “ |

Християните българи обаче са пожалени и много тях се заселват във Влашко. Описанията на Влад разделят жертвите по градове – в Гюргево – 6414, в Ени Сала – 1350, в Дръстър – 6840, в Оршова – 343, в Хърсово – 840, в Маротин – 210, в Туртукая – 630, в Турну Мъгуреле, Батин и Новоград – 384, в Свищов – 410, в Никопол и Гиген – 1138 и в Оряхово – 1460. Когато разбира за разрушения, Мехмед, който е зает да обсажда крепостта в Коринт, изпраща своя велик везир Вели Махмуд паша с войска от 18 000 души да обсади влашкото пристанище Браила. Влад Цепеш се връща и разбива войската, като според италианската хроника Де Леце оцеляват само 8000 турци. Венециански посланик, който чува новината в двора на Корвин на 4 март, изпада в огромна радост и казва, че цялото християнство поздравява Влад за успеха. Английски поклонник, който се завръща от Светите земи, минавайки през Родос, пише че рицарите, току-що научили новината за успеха на Цепеш, „започват да пеят „Te Deum“ и да се молят на бог, който им изпраща такива победи... Губернаторът на острова нарежда победата да се отпразнува с плодове и вино.“ Генуезците от Кафа благодарят на Влад за това, че ги спасява от 300-те кораба, които султана планира да изпрати срещу тях. Изпашени от влашкия княз, много турци напускат европейската част на империята и се местят в Анадола. Мехмед, разбирайки за тези събития, изоставя обсадата на Коринт и повежда армия срещу власите.